# Diego de León
Diego de León – stacja metra w Madrycie, na linii 4, 5 i 6. Znajduje się w dzielnicy Salamanca, w Madrycie i zlokalizowana jest pomiędzy stacjami Avenida de América, Lista (linia 4), Ventas, Núñez de Balboa (linia 5) oraz Manuel Becerra (linia 6). Została otwarta 17 września 1923.